# Résolution 187 du Conseil de sécurité des Nations unies
Membres permanents
- Chine (Taïwan)
- États-Unis
- France
- Royaume-Uni
- URSS

Membres non permanents
- Bolivie
- Brésil
- Côte d'Ivoire
- Maroc
- Norvège
- Tchécoslovaquie

Résolution no 186 Résolution no 188
La Résolution 187  est une résolution du Conseil de sécurité des Nations unies adoptée le 13 mars 1964, dans sa 1103e séance, après avoir entendu les représentants de Chypre, la Grèce et la Turquie et d'être profondément préoccupé par le développement dans la région, le Conseil a noté avec des mots d'assurance du Secrétaire général que la Force des Nations unies chargée du maintien de la paix à Chypre (UNFICYP) était en ce moment en cours de route.
Le Conseil a réaffirmé son appel à tous les États membres pour se conformer à leurs obligations en vertu de la Charte et a demandé que le Secrétaire général continue ses efforts.

## Vote
La résolution a été approuvée à l'unanimité.

## Texte
- Résolution 187 Sur fr.wikisource.org
- Résolution 187 Sur en.wikisource.org